# Elmar Habermeyer
Elmar Habermeyer (* 1. März 1967 in St. Ingbert) ist ein deutsch-schweizerischer Psychiater. Er ist Direktor der Klinik für Forensische Psychiatrie der Psychiatrischen Universitätsklinik Zürich.

## Leben und Wirken
Nach dem Zivildienst im Bereich Pflege studierte Habermeyer Medizin an der RWTH Aachen, wo er auch die Ausbildung zum Facharzt für Psychiatrie und Psychotherapie absolvierte und zum Thema Abnorme Bewusstseinszustände bei Gesunden und bei Patienten mit floriden endogenen Psychosen – eine empirische Untersuchung promovierte. Nach seiner Tätigkeit als Oberarzt bekleidete er die Stelle des stellvertretenden Klinikdirektors der Klinik und Poliklinik für Psychiatrie und Psychotherapie am Zentrum für Nervenheilkunde der Universität Rostock. Während dieser Zeit erwarb er die Venia Legendi mit seiner Habilitationsschrift zum Thema Die Maßregel der Sicherungsverwahrung – psychiatrische Bedeutung, Befunde und Differentialindikationen zur Maßregel gemäß § 63 StGB.
Seit 2009 ist Habermeyer an der Psychiatrischen Universitätsklinik Zürich tätig. 2010 wurde er zunächst auf die Professur für Forensische Psychiatrie und Psychotherapie der medizinischen Fakultät an der Universität Ulm berufen (primo loco), die er ablehnte. Im Jahr darauf erfolgte die Umhabilitation an die Universität Zürich. Seit 2013 leitet er die Klinik für Forensische Psychiatrie als Direktor und ist seit 2014 Titularprofessor an der Universität Zürich.
Habermeyer ist unter anderem Vorstandsmitglied der Schweizerischen Gesellschaft für Forensische Psychiatrie und Psychotherapie (SGFP) und dortiger Präsident der Sektion Erwachsenenforensik, sowie Mitglied der Eidgenössischen Fachkommission zur Beurteilung der Behandelbarkeit lebenslänglich Verwahrter und der Fachkommission Psychiatrische und Psychologische Gutachten in Straf- und Zivilverfahren Kanton Zürich und der Deutschen Gesellschaft für Psychiatrie, Psychotherapie und Nervenheilkunde. Er ist zudem Herausgeber und Autor von Fachliteratur sowie der Zeitschrift Forensische Psychiatrie, Psychologie, Kriminologie.
Seine Arbeitsschwerpunkte sind unter anderem Persönlichkeitsstörungen, Qualitätssicherung bei Schuldfähigkeits- und Prognosebegutachtung und Versorgungsforschung.

## Forschungsprojekte (Auswahl)
- 2000–2002: Ausarbeitung eines psychopathologischen Arbeitsansatzes zur Prüfung der Geschäftsunfähigkeit bzw. Nichtigkeit einer Willenserklärung (zusammen mit Prof. Henning Saß)
- 2005–2007: Die psychiatrische Gutachtenpraxis im Kontext der Sicherungsverwahrung (Förderung durch die DFG).
- 2013–2015: Pilotprojekt „Fachstelle Forensic Assessment“ zur Unterstützung der Polizeibehörden und Staatsanwaltschaften des Kantons Zürich bei Risikoeinschätzungen und im Fallmanagement bei vielschichtigen Gefahrenlagen, wie häusliche Gewalt, Stalking, Querulanz oder bei Amokdrohungen.

## Schriften (Auswahl)
- mit Henning Saß: Maßregel der Sicherungsverwahrung nach § 66 StGB. In: Der Nervenarzt  75, 2004, S. 1061–1067, doi:10.1007/s00115-004-1735-2
- mit Sabine Herpertz: Dissoziale Persönlichkeitsstörung. In: Der Nervenarzt  77, 2006, S. 605–617, doi:10.1007/s00115-006-2081-3
- Die Maßregel der Sicherungsverwahrung. Steinkopff, Darmstadt 2008, ISBN 978-3-7985-1843-8.
- mit Andreas Mokros, Pia Hollerbach, Joachim Nitschke: Hare Psychopathy Checklist – Revised. Deutsche Version der Hare Psychopathy Checklist – Revised (PCL-R) von R. D. Hare. Hogrefe, Göttingen 2017.
- als Hrsg. mit Ulrich Venzlaff, Klaus Foerster, Harald Dreßing: Psychiatrische Begutachtung. Ein praktisches Handbuch für Ärzte und Juristen. Urban & Fischer Verlag, Jena/München 2020, ISBN 978-3-437-22903-9.
- als Hrsg. mit Harald Dreßing, Dieter Seifert, Steffen Lau: Praxishandbuch Therapie in der Forensischen Psychiatrie und Psychologie. Urban & Fischer Verlag, Jena/München 2021, ISBN 978-3-437-23066-0.
- mit Nicole Hauser, Sabine Herpertz: Das überarbeitete Konzept der Persönlichkeitsstörungen nach ICD-11 Neuerungen und mögliche Konsequenzen für die forensisch-psychiatrische Tätigkeit. In: Forensische Psychiatrie, Psychologie, Kriminologie 15, 2021, S. 30–38, doi:10.1007/s11757-020-00648-3
- mit Henning Saß: Möglichkeiten und Grenzen der strafrechtlichen Begutachtung nach Aktenlage. In: Forensische Psychiatrie, Psychologie, Kriminologie 16, 2022, S. 91–100, doi:10.1007/s11757-022-00707-x